# Камйонкі (Мазовецьке воєводство)
Камйонкі (пол. Kamionki) — село в Польщі, у гміні Стара Біла Плоцького повіту Мазовецького воєводства.
Населення — 247 осіб (2011).
У 1975-1998 роках село належало до Плоцького воєводства.

## Демографія
Демографічна структура станом на 31 березня 2011 року:
|          | Загалом | Допрацездатний вік | Працездатний вік | Постпрацездатний вік |
| -------- | ------- | ------------------ | ---------------- | -------------------- |
| Чоловіки | 129     | 26                 | 90               | 13                   |
| Жінки    | 118     | 20                 | 67               | 31                   |
| Разом    | 247     | 46                 | 157              | 44                   |